# Mina remota Goliath
A Mina remota Goliath  (nome completo em alemão: Leichter Ladungsträger Goliath) eram dois veículos terrestes não tripulados de demolição, usados durante a Segunda Guerra Mundial. A versão elétrica Sd.Kfz. 302 e a com motor a combustão Sd.Kfz. 303a e 303b . Os aliados chamavam de "beetle tanks".
Foi Empregado pela Wehrmacht durante a Segunda Guerra Mundial. Eles carregavam entre 60 ou 100 quilogramas de explosivos, dependendo do modelo, e eram usados para várias situações, como destruir tanques, quebrar fortes formações da infantaria, e a demolição de construções e pontes. Goliaths eram veículos de uso único, por serem destruídos em sua própria explosão.

## Desenvolvimento

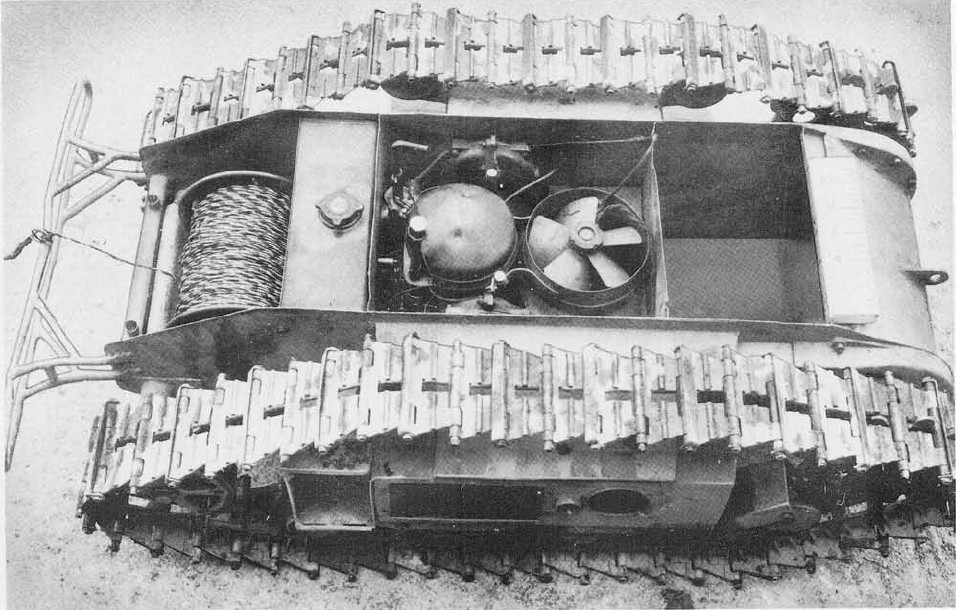
O interior de um goliath.(Sd.kfz 303), mostrando o motor a gasolina no centro, seu cabo de controle à esquerda, e o espaço para os explosivos à direita.

Durante e depois da Primeira Guerra Mundial, inventores projetaram pequenos veículos controlados à distância, com o objetivo de carregar explosivos. O Aubriot-gabet Torpille Electrique continha um motor elétrico e usava fios para manobrar. Porém, ele não foi feito para cruzar a Terra de ninguém para atacar as trincheiras inimigas. O Wickersham Land Torpedo foi um veículo remoto patentiado pelo norte americano Elmer Wickersham em 1918, e em 1930, um veículo semelhante foi desenvolvido pelo inventor francês Adolphe Kégresse.
Em meados de 1940, o veículo de Kégresse foi capturado pelos alemães aos arredores de Seine, e levado paraBremen, Alemanha para desenvolver um veículo semelhante, com o propósito de carregar o mínimo de 50 kg de explosivos. O resultado foi o SdKfz. 302 (Sonderkraftfahrzeug, veículo de propósito especial), chamado Leichter Ladungsträger, ou goliath, no qual carregava 60 kg de explosivos. O veículo era controlado remotamente por uma pequena caixa de controles. A caixa de controles era conectada ao Goliath por até 650 metros de distância, no qual usava três fios que ficavam atrás do veículo. Dois deles serviam para mover e controlar o Goliath, e o terceiro para a detonação da carga explosiva. Cada Goliath era descartável, pois se destruía junto com o seu alvo. Os primeiros modelos usavam um motor elétrico mas, por serem mais caros de serem feitos (3000Reichsmarks) e difíceis de serem reparados em um ambiente de combate, modelos mais novos (conhecidos como SdKfz. 303) usavam um motor mais simples, movido à gasolina.

## Histórico de Serviço

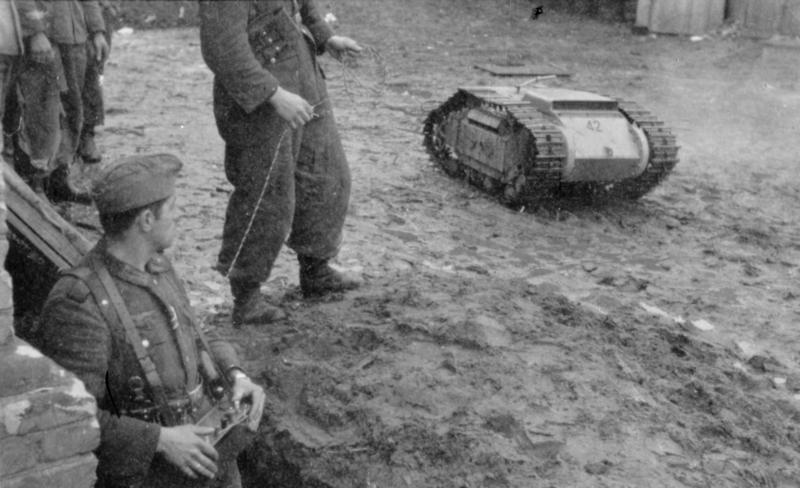
Soldados Alemães controlando um Goliath em abril de 1944.

Goliaths foram usados desde de o começo de 1942, pela Wehrmacht. Foram usados principalmente por engenheiros militares e unidades Panzer. Goliaths também foram usados durante a Batalha de Anzio em Abril de 1944 e contra a resistência polonesa durante a Revolta de Varsóvia em Agosto de 1944. Alguns foram usados nas praias da Normandia durante o Dia D, apesar de serem destruídos pela artilharia ou os cabos danificados, tornando-os inoperantes.Tropas aliadas também encontraram um pequeno número de Goliaths nos Alpes marítimos seguindo os desembarques no sul da França em agosto de 1944.
No total foram produzidos 7,564 Goliaths, e não foi considerado um sucesso para uma arma de uso único, devido ao alto custo, ser lento (apenas 9,7 km/h), altura livre do solo muito baixo (114 milímetros), cabo de controle vulnerável, e blindagem fraca. O Goliath também era grande e pesado demais para ser considerado portátil.
Uma grande quantidade de Goliaths foram capturados pelos Aliados. Apesar de serem examinados pelo interesse da Inteligência Aliada, eles não tinham valor militar. Alguns Foram usados pela Força Aérea dos Estados Unidos como reboques para aeronaves, porém eram frágeis e quebravam rapidamente, por não serem designados para este serviço.

## Exemplares preservados

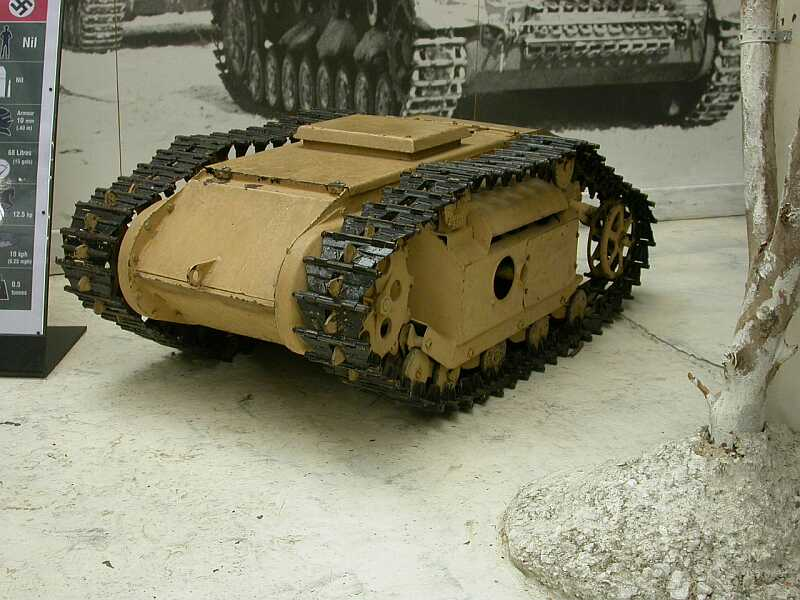
Um Goliath 303, exposto no Museu de Tanques em Bonvigton.

Vários modelos de Goliaths estão preservados em:
- Museu Internacional da Segunda Guerra, Massachusetts, EUA
- Museum Stammheim, Alemanha
- Museu de tanques alemães, Munster, Alemanha
- Museu Histórico Militar da Bundeswehr, Dresden, Alemanha
- Tøjhus Museum, Copenhague, Dinamarca
- Heeresgeschichtliches Museum, Viena, Áustria
- Musée du Débarquement, Normandia, França
- Musée des Blindés, Saumur, França
- Musee No. 4 Commando, Ouistreham, Normandia, França
- Museu de Guerra Canadense, Ottawa, Ontário, Canadá
- Imperial War Museum, Duxford, Reino Unido
- The Tank Museum, Bovington Camp, Reino Unido
- The REME Museum, Reino Unido
- War Museum Overloon, Países Baixos
- Het Memory Oorlogs- em Vredesmuseum Nijverdal, Países Baixos
- Royal Museum of the Armed Forces and Military History, Bélgica
- Museus dos blindados de Kubinka, Rússia
- Arsenał em Breslávia, Polônia
- Museu do Exército Polonês, Polônia
- Museu da Revolta de Varsóvia, Polônia
- Museu dopravy, Bratislava, Eslovaquia.
- Museu do Exército Sueco, Estocolmo, Suécia

## Ver Também
- Teletank, uma série de tanques guiados à distância, criados pela União Soviética.
- Veículo terrestre não tripulado